# Сухлово (Печорский район)
Сухлово — деревня в Кулейской волости Печорского района Псковской области.
Расположена у северо-западного побережья Псковского озера, близ границы с Эстонией у реки Кулейка. Неподалёку есть ещё ряд деревень: к северу, в километре — Замошье и волостной центр Киршино, к востоку — Красная Гора.

## Население
Численность населения деревни составляет 50 жителей по состоянию на 2000 год.
| 2001 | 2002 | 2010 |
| ---- | ---- | ---- |
| 50   | ↗55  | ↘39  |

## Топографические карты
- Лист карты O-35-XVI Пылва. Масштаб: 1 : 200 000. Издание 1980 г.